# Lesachalmhütte
Die Lesachalmhütte (auch Lesachhütte) ist eine private Almhütte in der Schobergruppe in Tirol, Österreich.

## Lage
Die Hütte auf 1818 m ü. A. steht im hinteren Lesachtal am Lesachbach zwischen den Wänden der Mörbetzspitze und des Wasserfallspitze.

## Zugänge
- Von Lesach, durch das Lesachtal, Weg parallel zum Lesachbach, 2:15 h

## Nachbarhütten und Übergänge
- Lienzer Hütte (1977 m ü. A.)
- Hochschoberhütte (2322 m ü. A.)
- Elberfelder Hütte (2346 m ü. A.)

## Gipfel
- Tschadinhorn (3017 m ü. A.)
- Schönleitenspitze (2810 m ü. A.)
- Kögerl (2386 m ü. A.)
- Hochschober (3242 m ü. A.)

## Karten
- Alpenvereinskarte AV 41, 1:25.000, Schobergruppe, ISBN 978-3-948256-07-4
- Kompass Karten 48, 1:50.000, Lienz, Schobergruppe, ISBN 978-3990-44836-6